# 筒井淳也
筒井 淳也（つつい じゅんや、1970年 - ）は日本の社会学者。専門は計量社会学、家族社会学。トロント大学社会学部客員教授等を経て、立命館大学産業社会学部教授。不動産協会賞、社会調査協会賞受賞。

## 人物・経歴
福岡県古賀市出身。福岡県立福岡高等学校を経て、一橋大学社会学部卒業、一橋大学大学院社会学研究科修士課程修了、同博士課程中退。2005年専門社会調査士。2008年、論文「親密性の社会学 : 縮小する家族のゆくえ」により一橋大学博士（社会学）。審査員は、平子友長、町村敬志、安川一。
光陵女子短期大学国際教養学科専任講師、名古屋商科大学総合経営学部助教授などを経て、2014年から立命館大学産業社会学部現代社会学科教授。2018年京都市男女共同参画審議会委員長。2019年日本数理社会学会副会長、内閣府第4次少子化社会対策大綱のための検討会委員、八尾市男女共同参画審議会委員長。京都大学大学院文学研究科非常勤講師、三重大学人文学部非常勤講師、関西学院大学大学院社会学研究科非常勤講師、東京大学大学院教育学研究科非常勤講師なども務める。
2016年不動産協会賞受賞。同年、社会調査協会賞（優秀研究活動賞）受賞。2018年日本人口学会普及奨励賞受賞。

## 著作

### 単著
- 『制度と再帰性の社会学』（ハーベスト社 2006年）
- 『親密性の社会学』（世界思想社 2008年）
- 『仕事と家族』（中公新書 2015年、不動産協会賞受賞）
- 『結婚と家族のこれから～共働き社会の限界～』（光文社新書 2016年）
- Work and Family in Japanese Society（Springer 2019年）
- 『社会を知るためには』（ちくまプリマー新書 2020年）
- 『社会学：非サイエンス的な知の居場所』（岩波書店 2021年）
- 『数字のセンスを磨く』（光文社新書 2023年）
- 『未婚と少子化』（PHP新書 2023年）

### 共著
- 『Stataで計量経済学入門』（ミネルヴァ書房 2007年/第2版 2011年）
- 『計量社会学入門』（世界思想社 2015年）
- 『危機に対峙する思考』（梓出版社 2016年）
- 『ポスト工業社会における東アジアの課題』（ミネルヴァ書房 2016年）
- 『パネルデータの調査と分析・入門』（ミネルヴァ書房 2016年）
- 『社会学入門』（有斐閣  2017年）
- 『社会学はどこから来てどこへ行くのか』（有斐閣 2018年）

### 訳書
- アンソニー・ギデンズ『モダニティと自己アイデンティティ』（共訳）（ハーベスト社 2005年）
- ナン・リン 『ソーシャル・キャピタル―社会構造と行為の理論』（共訳）（ミネルヴァ書房 2008年）